# Reloj automático

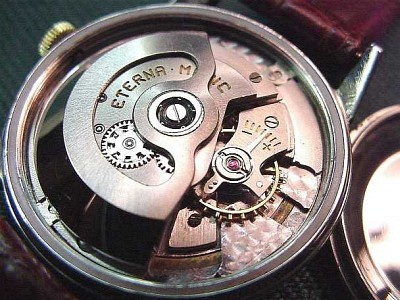
Interior de un reloj automático

Un  reloj automático  es, básicamente, un reloj mecánico que tiene la capacidad de darse cuerda a sí mismo con el movimiento del brazo de su propietario, por lo que hace innecesaria la operación manual de dar cuerda.
Esto es posible gracias a un rotor que gira alrededor de un pivote, que, mediante la oscilación (instalación del brazo en movimiento), actúa sobre el mecanismo de carga del muelle.
Cada mecanismo se denomina «calibre»: de la precisión de la construcción depende una buena funcionalidad y, por tanto, la mayor exactitud. En el caso de los relojes de cuerda automática, el resorte está constantemente con la misma tensión y, como consecuencia, proporciona una salida de fuerza constante para el movimiento.
Aparte de una precisión más alta, los relojes automáticos tienen la ventaja de ser mucho más propensos a la estanqueidad contra el polvo y la humedad: el hecho de no tener que dar cuerda al mecanismo diariamente a través de la corona, permite mantener la calidad de los sellos y, por lo tanto, proteger el reloj de los agentes externos.
Los primeros en inventar un movimiento automático fueron Abraham-Louis Perrelet y Abraham-Louis Breguet, pero no lograron una muy gran difusión hasta el Harwood automático.
Actualmente, en el mercado hay muchos tamaños, desde las más comerciales a muy buscados debido a complicaciones de la montaña. Entre los más populares están los de las marcas Miyota, ETA y Seiko.